# Isola di Kolčak
L'isola di Kolčak (in russo Остров Колчака o Остров Колчак, ostrov Kolčak/a) è un'isola russa bagnata dal mare di Kara. Dal 1937 al 2005 si è chiamata isola di Rastorguev.
Amministrativamente appartiene al distretto di Tajmyr del Territorio di Krasnojarsk, nel Circondario federale della Siberia.

## Geografia
L'isola è situata nella parte sud-orientale del mare di Kara, nel golfo del Tajmyr (14 km a sud-est dell'isola Tajmyr), tra le penisole di Šturmanov (полуостров Штурманов, poluostrov Šturmanov) a ovest e di Lëtčikov (п-ов Лётчиков) a est, proprio a nord del golfo della Zeberga (залив Зеберга, zaliv Zeberga). Dista circa 8 km da capo Lopatka (мыс Лопатка, mys Lopatka). È separata dal continente dallo stretto di Rastorguev (пролив Расторгуева, proliv Rastogueva)

L'isola è di forma allungata e si estende da sud-ovest a nord-est per circa 20 km di lunghezza e 6 km di larghezza. 
Nella parte meridionale raggiunge un'altezza massima di 64 m s.l.m.

Il territorio è in gran parte paludoso, piatto e ricoperto da vegetazione tipica della tundra. Le coste nord-occidentali sono rocciose e ripide, mentre quelle sud-orientali sono formate da spiagge di ciottoli alternate a lunghe spiagge sabbiose.

## Storia
Fu scoperta nel 1901 dalla spedizione polare russa del 1900-1902, organizzata dall'Accademia delle Scienze, sotto la direzione di Ėduard Vasil'evič Toll'. Su decisione dello stesso Toll' le fu dato il nome attuale in onore dell'allora tenente Aleksandr Vasil'evič Kolčak, successivamente ammiraglio e leader dell'Armata Bianca. Nel 1937 fu rinominata isola di Rastorguev, come lo stretto che la separa dalla terraferma, che era stato mappato in contemporanea con l'isola, e così chiamata in onore del sergente cosacco Stepan Innokent'evič Rastorguev, che partecipò alla spedizione Toll'.

Il nome Kolčak fu ripristinato dal governo russo nel 2005.